# Mexicaanse roodmus
De Mexicaanse roodmus (Haemorhous mexicanus; synoniem: Carpodacus mexicanus) is een zangvogel uit de familie Fringillidae (vinkachtigen).

## Verspreiding en leefgebied
Deze soort telt 12 ondersoorten:
- H. m. frontalis: zuidwestelijk en zuidoostelijk Canada, de Verenigde Staten en noordwestelijk Mexico.
- H. m. clementis: San Clemente Island (nabij zuidwestelijk Californië) en Los Coronados (nabij uiterst noordwestelijk Mexico).
- H. m. mcgregori: San Benito Island (nabij noordwestelijk Mexico).
- H. m. amplus: Isla Guadalupe (nabij noordwestelijk Mexico).
- H. m. ruberrimus: zuidelijk Baja California (noordwestelijk Mexico).
- H. m. rhodopnus: centraal Sinaloa (het westelijke deel van Centraal-Mexico).
- H. m. coccineus: zuidwestelijk Mexico.
- H. m. potosinus: het noordelijke deel van Centraal-Mexico.
- H. m. centralis: centraal Mexico.
- H. m. mexicanus: het zuidelijke deel van Centraal-Mexico.
- H. m. roseipectus: Oaxaca (zuidelijk Mexico).
- H. m. griscomi: Guerrero (zuidwestelijk Mexico).